# Cute (gruppo musicale)
Le Cute (キュート?, ℃-ute) sono un gruppo musicale j-pop femminile, composto da ragazze nate tutte negli anni 1990.

## Formazione
| Nome                       | Data di nascita | Età | Prefettura d'origine | Gruppo sanguigno | Colore* | Note                   |
| -------------------------- | --------------- | --- | -------------------- | ---------------- | ------- | ---------------------- |
| Maimi Yajima (矢島 舞美?)  | 7 febbraio 1992 | 33  | Saitama              | O                | Rosso   | Leader del gruppo      |
| Saki Nakajima (中島 早貴?) | 2 maggio 1994   | 30  | Saitama              | O                | Azzurro |                        |
| Airi Suzuki (鈴木 愛理?)   | 12 aprile 1994  | 30  | Chiba (nata a Gifu)  | B                | Rosa    | Canta anche per Buono! |
| Chisato Okai (岡井 千聖?)  | 21 giugno 1994  | 30  | Saitama              | A                | Verde   |                        |
| Mai Hagiwara (萩原 舞?)    | 7 febbraio 1996 | 29  | Saitama              | AB               | Giallo  |                        |

*Tutti i valori di colore sono approssimativi.

### Ex componenti
- Megumi Murakami
- Kanna Arihara
- Erika Umeda

## Discografia

### Album
- 2006 - Cutie Queen VOL. 1 (キューティークイーン VOL.1?)
- 2007 - 2 mini ~Ikiru to Iu Chikara~ (②ｍｉｎｉ ～生きるという力～?)
- 2008 - 3rd ~LOVE Escalation~ (3rd～LOVEエスカレーション!～?)
- 2009 - 4 Akogare My STAR (④憧れMySTAR?)
- 2009 - °C-ute Nan Desu! Zen Single Atsumechaimashita! 1 (℃－ｕｔｅなんです！全シングル集めちゃいましたっ！①?) (raccolta)
- 2010 - Shocking 5 (ショッキング5?)
- 2011 - Chō WONDERFUL! 6 (超WONDERFUL!6?)
- 2012 - Dai Nana Shō "Utsukushikutte Gomen ne" (第七章「美しくってごめんね」?)
- 2012 - 2 Cute Shinseinaru Best Album (②℃-ute神聖なるベストアルバム?) (raccolta)
- 2013 - 8 Queen of J-Pop (⑧Queen of J-POP?)
- 2015 - ℃maj9
- 2017 - ℃OMPLETE SINGLE COLLECTION

### Singoli
- 2006 - "Massara Blue Jeans" (まっさらブルージーンズ?)
- 2006   - "Soku Dakishimete" (即 抱きしめて?)
- 2006   - "Ōokina Ai de Motenashite" (大きな愛でもてなして?)
- 2006   - "Wakkyanai (Z)" (わっきゃない（Ｚ）?)
- 2007 - "Sakura Chirari" (桜チラリ?)
- 2007   - "Meguru Koi no Kisetsu" (めぐる恋の季節?)
- 2007   - "Tokaikko Junjō" (都会っ子 純情?)
- 2008 - "LALALA Shiawase no Uta" (LALALA 幸せの歌?)
- 2008   - "Koero! Rakuten Eagles" (越えろ!楽天イーグルス?)[3] (limitato)
- 2008   - "Namida no Iro" (涙の色?)
- 2008   - "Edo no Temari Uta II" (江戸の手毬唄Ⅱ?)
- 2008   - "FOREVER LOVE"[4]
- 2009 - "Bye Bye Bye!"[5]
- 2009   - "Shochū Omimai Mōshiagemasu" (暑中お見舞い申し上げます?)[6]
- 2009   - "EVERYDAY Zekkōchō!" (EVERYDAY絶好調！！?)[7]
- 2010 - "SHOCK!"[8]
- 2010   - "Campus Life ~Umarete Kite Yokatta~" (キャンパスライフ～生まれて来てよかった～?)[9]
- 2010   - "Dance de Bakōn!" (Danceでバコーン！?)[10]
- 2010   - "Akuma de Cute na Seishun Graffiti" (アクマでキュートな青春グラフィティ?) (limitato)
- 2010   - "Aitai Lonely Christmas" (会いたいロンリークリスマス?)
- 2011 - "Kiss me Aishiteru" (Kiss me 愛してる?)
- 2011   - "Momoiro Sparkling" (桃色スパークリング?)
- 2011   - "Sekaiichi HAPPY na Onna no Ko" (世界一ＨＡＰＰＹな女の子?)
- 2012 - "Kimi wa Jitensha Watashi wa Densha de Kitaku" (君は自転車 私は電車で帰宅?)
- 2012   - "Aitai Aitai Aitai na" (会いたい 会いたい 会いたいな?)
- 2013 - "Kono Machi" (この街?)
- 2013   - "Crazy Kanzen na Otona" (Crazy 完全な大人?)
- 2013   - "Kanashiki Amefuri / Adam to Eve no Dilemma" (悲しき雨降り/アダムとイブのジレンマ?)[11]
- 2013   - "Tokai no Hitorigurashi / Aitte Motto Zanshin" (都会の一人暮らし/愛ってもっと斬新?)
- 2014 - "Kokoro no Sakebi o Uta ni Shitemita / Love take it all" (心の叫びを歌にしてみた/Love take it all?)
- 2014   - "The Power / Kanashiki Heaven (Single Version)" (The Power/悲しきヘブン(Single Version)?)[12]
- 2014   - "I miss you / THE FUTURE"
- 2015 - "The Middle Management ~Josei Chūkan Kanrishoku~ / Gamusha LIFE / Tsugi no Kado wo Magare" (The Middle Management〜女性中間管理職〜/我武者LIFE/次の角を曲がれ?)
- 2015   - "Arigatō ~Mugen no Yell~ / Arashi wo Okosunda Exciting Fight!" (ありがとう〜無限のエール〜/嵐を起こすんだ Exciting Fight!?)
- 2016 - "Naze Hito wa Arasoundarō? / Summer Wind / Jinsei wa STEP!" (何故 人は争うんだろう?/Summer Wind/人生はSTEP!?)
- 2016   - "Mugen Climax / Ai wa Maru de Seidenki / Singing ~Ano Koro no You ni~" (夢幻クライマックス/愛はまるで静電気/Singing〜あの頃のように〜 ?)
- 2017 - "To Tomorrow / Final Squall / The Curtain Rises" (To Tomorrow/ファイナルスコール/The Curtain Rises?)

## Videografia

### Video musicali
| Singolo #          | Titolo                                                   | Video ufficiale su YouTube |
| ------------------ | -------------------------------------------------------- | -------------------------- |
| Label indipendente |                                                          |                            |
| 1                  | "Massara Blue Jeans"                                     | guarda                     |
| 2                  | "Soku Dakishimete"                                       | guarda                     |
| 3                  | "Ōkina Ai de Motenashite"                                | guarda                     |
| 4                  | "Wakkyanai (Z)" (Live Version)                           | guarda                     |
| Label major        |                                                          |                            |
| 1                  | "Sakura Chirari"                                         | guarda                     |
| 2                  | "Meguru Koi no Kisetsu"                                  | guarda                     |
| 3                  | "Tokaikko Junjō"                                         | guarda                     |
| 4                  | "LALALA Shiawase no Uta"                                 | guarda                     |
| —                  | "Koero! Rakuten Eagles" (°C-ute Ver.)                    | guarda                     |
| 5                  | "Namida no Iro"                                          | guarda                     |
| 6                  | "Edo no Temari Uta II"                                   | guarda                     |
| 7                  | "FOREVER LOVE"                                           | guarda                     |
| 8                  | "Bye Bye Bye!"                                           | guarda                     |
| 9                  | "Shochū Omimai Mōshiagemasu"                             | guarda                     |
| 10                 | "EVERYDAY Zekkōchō"                                      | guarda                     |
| 11                 | "SHOCK!"                                                 | guarda                     |
| —                  | "Shigatsu Sengen"                                        | guarda                     |
| 12                 | "Campus Life ~Umarete Kite Yokatta~"                     | guarda                     |
| 13                 | "Dance de Bakōn"                                         | guarda                     |
| 14                 | "Aitai Lonely Christmas"                                 | guarda                     |
| 15                 | "Kiss me Aishiteru"                                      | guarda                     |
| 16                 | "Momoiro Sparkling"                                      | guarda                     |
| 17                 | "Sekaiichi HAPPY na Onna no Ko"                          | guarda                     |
| —                  | "Amazuppai Haru ni Sakura Saku" di Berryz Kobo × °C-ute  | guarda                     |
| —                  | "Busu ni Naranai Tetsugaku" di Hello! Project Mobekimasu | guarda                     |
| —                  | "Yuke! Genki-kun" di Mai Hagiwara                        | guarda                     |
| 18                 | "Kimi wa Jitensha Watashi wa Densha de Kitaku"           | guarda                     |
| —                  | "Chō HAPPY SONG" di Berryz Kobo × °C-ute                 | guarda                     |
| 19                 | "Aitai Aitai Aitai na"                                   | guarda                     |
| 20                 | "Kono Machi"                                             | guarda                     |
| 21                 | "Crazy Kanzen na Otona"                                  | guarda                     |
| 22                 | "Kanashiki Amefuri"                                      | guarda                     |
| 22                 | "Adam to Eve no Dilemma"                                 | guarda                     |
| 23                 | "Tokai no Hitorigurashi"                                 | guarda                     |
| 23                 | "Aitte Motto Zanshin"                                    | guarda                     |
| 24                 | "Kokoro no Sakebi o Uta ni Shitemita"                    | guarda                     |
| 24                 | "Love take it all"                                       | guarda                     |
| 25                 | "The Power"                                              | guarda                     |
| 25                 | "Kanashiki Heaven (Single Version)"                      | guarda                     |
| 26                 | "I miss you"                                             | guarda                     |
| 26                 | "THE FUTURE"                                             | guarda                     |
| 27                 | "The Middle Management ~Josei Chūkan Kanrishoku~"        | guarda                     |
| 27                 | "Gamusha LIFE"                                           | guarda                     |
| 27                 | "Tsugi no Kado wo Magare"                                | guarda                     |
| 28                 | "Arigatō ~Mugen no Yell~"                                | guarda                     |
| 28                 | "Arashi wo Okosunda Exciting Fight!"                     | guarda                     |
| —                  | "Iron Heart"                                             | guarda                     |
| 29                 | "Naze Hito wa Arasoundarō?"                              | guarda                     |
| 29                 | "Summer Wind"                                            | guarda                     |
| 29                 | "Jinsei wa STEP!"                                        | guarda                     |
| 30                 | "Mugen Climax"                                           | guarda                     |
| 30                 | "Ai wa Maru de Seidenki"                                 | guarda                     |
| 30                 | "Singing ~Ano Koro no You ni~"                           | guarda                     |
| 31                 | "To Tomorrow"                                            | guarda                     |
| 31                 | "Final Squall"                                           | guarda                     |
| 31                 | "The Curtain Rises"                                      | guarda                     |